# Placentonema gigantissima
Placentonema gigantissima is een zeer grote rondworm die als parasiet voorkomt in de placenta van de potvis. De rondworm is tot 8,4 meter lang en is 2,5 cm dik, en is daarmee vermoedelijk de grootste nematode die ooit beschreven is. Placentonema gigantissima werd gevonden in de jaren 1950 rond de Koerilen.
Alleen aan het kopeinde komen striae voor. De ovale mond heeft twee laterale lippen met elk 2 papillen en aan de basis een amfide. De mondopening is tot 48 µm lang en 16 µm breed. De mannelijke rondworm is tot 2-3,75 m lang en 8-9 mm breed. De vrouwelijke rondworm is 6,75-8,4 m lang en 1,5-2,5 cm breed. Het gespierde deel van de slokdarm is 2,7-2,8 mm lang en 0,2-0,26 mm breed en het gedeelte met klieren is 63,6 mm lang en 0,56-0,6 mm breed. Het staarteinde is afgerond met een peervormige verlenging. De baarmoeder heeft 32 vertakkingen. De ovale eieren zijn 49 µm lang en 30 µm breed.